# Крста Ломић
Крста Ломић био је српски музичар и занатлија.
Ломић је био био познати чубурски обућар и музичар који је, у годинама између два светска рата, као и у послератном периоду, заједно са Властимиром Павловићем Царевцем и Исом Путником, обележио Београдску музичку сцену. Крста Ломић је био ожењен и имао троје деце: Илију, Драгана и Милену. Сви су, попут оца, били чланови КУД Абрашевић. Породицу је издржавао правећи, како кажу, најбоље и најлепше ципеле за даме у Београду од 20-тих до 50-тих година прошлог века.

Он и Властимир Павловић Царевац били су пријатељи. 